# 米田信子
米田 信子（よねだ のぶこ）は、日本の言語学者。バントゥ諸語専攻。大阪大学大学院人文学研究科教授。

## 人物・経歴
大学の英文学科卒業後、社会人を経て、1995年神戸市外国語大学大学院外国語学研究科国際関係学専攻修了、国際関係学修士。2000年東京外国語大学大学院地域文化研究科博士後期課程修了、博士（学術）。大阪女学院短期大学助教授、大阪女学院大学国際・英語学部准教授、同教授、大阪大学世界言語研究センター准教授、同教授、大阪大学大学院言語文化研究科教授、大阪大学大学院人文学研究科教授を経て、2024年定年退職。日本学術会議連携会員、国際バントゥ諸語学会アジア代表常任委員、東京外国語大学アジア・アフリカ言語文化研究所運営委員なども歴任。専門はバントゥ諸語。

## 著作
- 『英語音声学の基礎:理論と実践』（大塚朝美, 今井由美子, 井上球美子, 上田洋子と共編著）北星堂書店 2004年
- "A classified vocabulary of the Matengo language" 東京外国語大学アジア・アフリカ言語文化研究所 2006年
- 『英語音声学への扉 : 発音とリスニングを中心に』（今井由美子, 井上球美子, 井上聖子, 大塚朝美, 高谷華, 上田洋子と共著）英宝社 2010年
- 『英語リダクションをリスニング中心に』（今井由美子, 平岩葉子他と共著）英宝社 2012年
- 『アフリカ諸語の声調・アクセント：ヘレロ語の名詞の声調』アジア・アフリカ言語文化研究所 2021年